# Eusko Gudarostea
Eusko Gudarostea (Exèrcit Basc) va ser la denominació utilitzada per l'exèrcit del Govern d'Euzkadi durant la Guerra Civil espanyola. També és conegut com a XIV Cos de l'Exèrcit Popular, nom que va rebre després de la seva integració oficial i orgànica en l'Exèrcit Popular de la República amb motiu de la política governamental d'integrar totes les agrupacions militars del Bàndol republicà sota una mateixa organització i direcció.

## Inicis
Després del cop d'estat del 18 de juliol de 1936 i el consegüent esclat de la Guerra Civil espanyola, les províncies basques de Biscaia i Guipúscoa van quedar en territori lleial a la República, mentre que Àlaba, la província basca menys poblada, i Navarra eren preses pel bàndol nacional en els primers dies del conflicte. Si bé les guarnicions militars republicanes es mantenien disciplinades a les províncies basques, en quedar aquestes aïllades geogràficament de la resta de la zona republicana es van començar a formar grups de voluntaris per al combat, provinents dels partits socialista, comunista i anarquista, però també molts d'ells eren adherents del Partit Nacionalista Basc (PNB). Davant la gran afluència de simpatitzants del PNB a les files de voluntaris, el Govern basc (dominat pel PNB) determina la fundació, a principis d'agost de 1936, de l'Euzko Gudarostea.
El primer cap de l'Eusko Gudarostea va ser el capità d'intendència Cándido Saseta i el controlaven els diputats del PNB Manuel de Irujo, José María Lasarte Arana i Telesforo de Monzón. El 25 de setembre es va constituir formalment l'Exèrcit Basc. Alberto de Montaud y Noguerol va ser designat Cap de l'Estat Major de l'Exèrcit Basc pel primer Lehendakari del Govern d'Euskadi, José Antonio Aguirre, el 6 de novembre de 1936, per qui manifestava una admiració sense límits - "És la màxima capacitat militar que he conegut i té una preparació i cultura no ja popular sinó universal." - El 9 de maig de 1937 Montaud va cessar en aquest càrrec, el qual va ser assumit personalment pel mateix lehendakari. El comandament suprem de les forces armades va quedar en mans del lehendakari el 7 d'octubre de 1936.

## Organització
A la caserna de Bidarte, dirigit per l'escriptor Esteban Urkiaga, Lauaxeta, es van formar milers de gudaris ('guerrers' en basc). El seu primer batalló va ser l'Arana Goiri, format pel PNB a partir de la seva organització paramilitar Euzko Aberkoi Batza, que surt al capdavant el 24 de setembre, un dia abans de la constitució formal de l'Euzko Gudarostea.
Els batallons que figuraven en l'ordre del 26 d'abril de 1937 amb comandament militar unificat en l'Eusko Gudarostea eren:
1. EAJ/PNB: 25 batallons
2. comunistes: 17 batallons (JSU: 9 batallons i PCE: 8 batallons)
3. socialistes: 11 batallons (PSOE i UGT)
4. sense filiació: 7 batallons
5. CNT: 7 batallons
6. Izquierda Republicana: 5 batallons
7. Acció Nacionalista Basca: 3 batallons
8. Jagi-Jagi: 2 batallons
9. ELA-STV: 1 batalló
10. republicans: 1 batalló

El componien bàsicament les organitzacions integrants que donaven suport al Front Popular, el PNB i les seves organitzacions de masses, i les unitats de l'exèrcit que van ser lleials al govern de la República, actuant en coordinació amb l'exèrcit de la Segona República Espanyola.
D'altra banda, el control polític de l'Eusko Gudarostea requeia en l'EBB (Euzkadi Buru Batzar, Comissió Executiva d'Euskadi del PNB), i un dels seus objectius era mantenir l'ordre públic. Va tenir diversos enfrontaments amb batallons anarquistes i de la Unió General de Treballadors, en tant l'EBB rebutjava els intents de milicians anarquistes per desenvolupar una revolució proletària similar a la qual s'havia executat en altres zones de l'Espanya republicana (com per exemple en Catalunya o Aragó). Les milícies basques dins de l'Exèrcit Popular de la República van mantenir la seva identitat en altres fronts encara que una vegada que van quedar integrades en l'Exèrcit Popular, ja no van tornar a formar un cos similar a l'Eusko Gudarostea. Malgrat això, si van conservar el seu caràcter distintiu tant en les campanyes de Santander i Astúries com en la resta dels fronts de guerra.

### Els "gudaris"
Els gudaris eren els membres de l'Eusko Gudarostea. La paraula gudari prové del basc, i significa soldat o guerrer, de guda (guerra) i el sufix -ari, que indica ofici.

### La Marina de Guerra Auxiliar d'Euzkadi
També va disposar d'una força naval, la Marina de Guerra Auxiliar d'Euzkadi (Euzkoitsas Gudarostea), formada per bous armats i petits bucs pesquers convertits en dragamines. La flotilla de bous va arribar a enfrontar-se al creuer Canàries al combat del cap Matxitxako. Va comptar igualment amb una petita força aèria a la qual es referien irònicament com el «circ Price» (un circ famós de l'època) a causa de la varietat dels seus aparells.

## Historial d'operacions

### Primers operacions

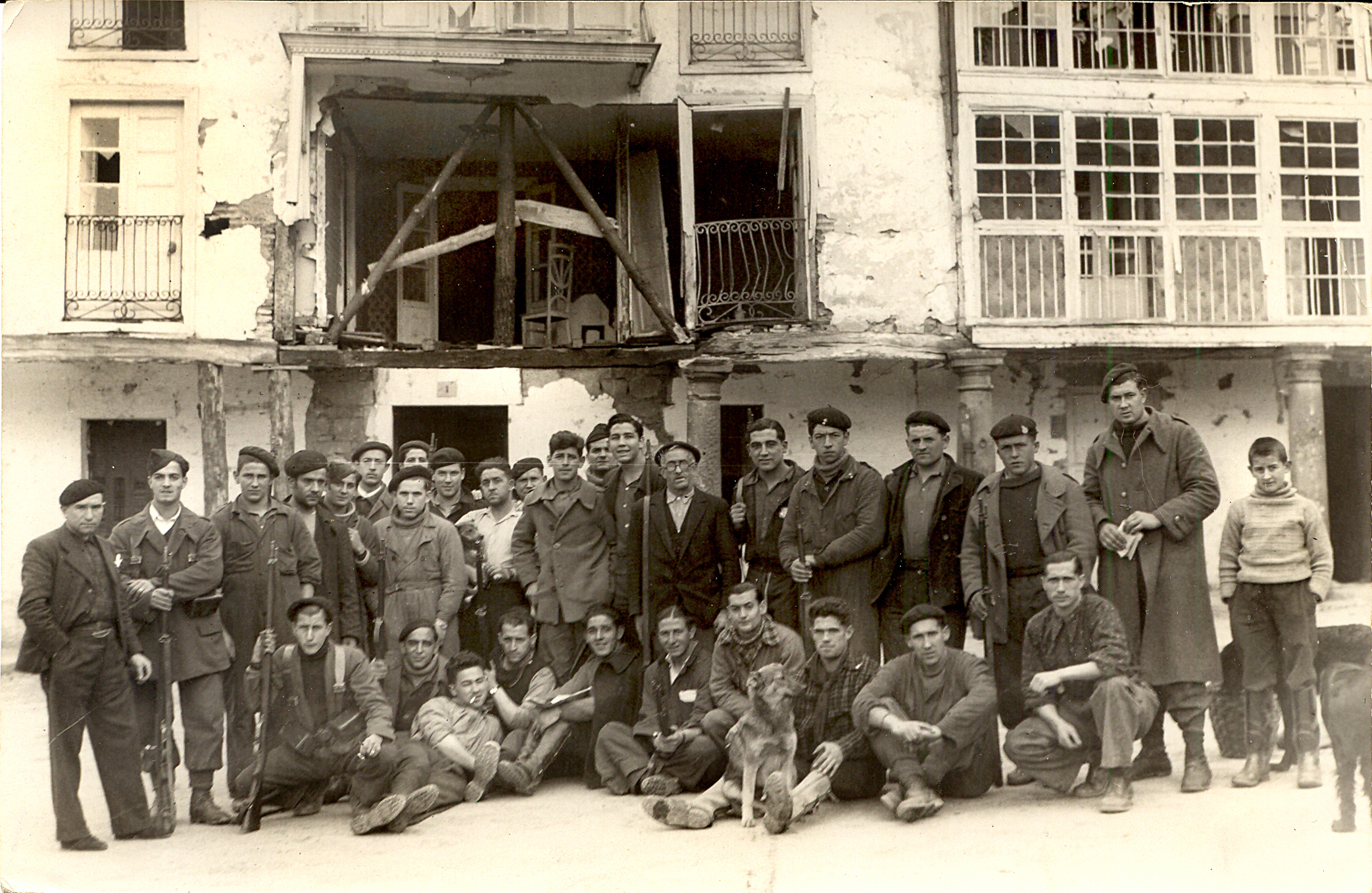
Membres dels batallons bascos a Elgeta (Guipúscoa)

L'Eusko Gudarostea va lluitar en el Front del Nord contra les tropes revoltades de Franco des d'agost de 1936 fins a juliol de 1937, participant en l'Ofensiva de Villarreal i a les campanyes entorn de Bilbao. l'Eusko Gudarostea sofria inicialment la falta d'un Estat Major convenientment qualificat per a una difícil situació (situació salvada en gran part quan l'oficial professional Alberto de Montaud y Noguerol va ser designat per dirigir l'Estat Major al setembre de 1936), així com de serveis annexos de logística i comunicacions idonis per al combat.
També era molt acusada la divisió ideològica de gran part de la tropa: batallons d'ideologia marcadament esquerrana (com els del PCE, el PSOE i la CNT) lluitaven en el mateix bàndol que les tropes del PNB i ANV d'ideologia majorment conservadors de dreta i concentrades a més en la causa del nacionalisme basc. Com a mostra cal indicar que des dels inicis del conflicte, les tropes republicanes d'Euskadi que estaven adscrites a partits d'esquerra van ordenar l'ús exclusiu de la bandera tricolor de la Segona República Espanyola com a distintiu, però les forces simpatitzants del PNB van exigir (i van aconseguir) imposar l'ús simultani de la ikurriña basca com a emblema dels seus batallons.

### Campanya de Biscaia
Malgrat la situació de guerra, el control polític de l'Eusko Gudartostea es va mantenir fermament en mans del PNB i del govern basc, lluitant alhora per mantenir la seva autonomia operativa respecte de l'Exèrcit del Nord dirigit pel general Francisco Llano de la Encomienda (que teòricament unificava el comandament bèl·lic republicà a Astúries, Santander i Euskadi), al punt que a finalitats d'abril de 1937 el lehendakari José Antonio Aguirre assumeix personalment el comandament de l'Estat Major de l'Eusko Gudarostea, deixant al general Alberto de Montaud com a assessor.
La quantitat total de combatents efectivament mobilitzats per l'Eusko Gudarostea va aconseguir els 75.000 homes a la fi de març de 1937, quan en aquest moment es trobaven 45.000 combatent en el front, mentre erròniament el general Emilio Mola, cap de les tropes revoltades en el front biscaí, subestimava la força de l'Exèrcit basc en "40 companyies amb 25,000 homes". Malgrat l'heroisme de les tropes basques, aquestes sofreixen constants derrotes en la campanya de 1937 a causa de l'escassetat d'artilleria pesant i la manca d'aviació de combat a bastament, mentre les tropes franquistes comptaven amb aclaparadora superioritat en quantitat i qualitat de tots dos tipus d'armament. L'aïllament geogràfic va fer molt difícil al govern republicà de València l'enviament de municions i armes al Front del Nord, inclosa Biscaia. En mancar de mitjans per a una ofensiva massiva contra els franquistes (malgrat la relativa abundància de reclutes i voluntaris entusiastes), la tàctica de l'Eusko Gudarostea es torna bàsicament defensiva des de març de 1937, intensificant la construcció del Cinturó de Ferro de Bilbao.
No obstant això, les exigències de la guerra i l'ofensiva dels revoltats des de Navarra imposen que l'Eusko Gudarostea abandoni des d'inicis de 1937 l'organització bàsica en petits batallons i companyies, acceptant la concentració de tropes en divisions i brigades.
Una vegada ocupada Biscaia per les tropes franquistes, es rendí a Santoña (Cantàbria) al Corpo Truppe Volontarie italià, sense autorització del Govern de la República i sense comptar amb la resta de tropes que seguien combatent en el nord. Els termes de la rendició, acordats al Pacte de Santoña, no van ser acceptats per Franco, i la majoria dels gudaris van ser empresonats. Alguns van aconseguir fugir a França en vaixells pesquers i van tornar a entrar per Catalunya per a allistar-se a les tropes republicanes. L'Exèrcit basc va ser definitivament integrat en l'Exèrcit Popular de la República i el 26 de març de 1937 va ser rebatejat com a I Cos d'Exèrcit d'Euskadi. Amb això, desapareixia el primitiu Eusko Gudarostea encara que la seva essència es va mantenir en la nova formació creada.